# Kwant
Kwant – najmniejsza porcja, jaką może mieć lub o jaką może zmienić się dana wielkość fizyczna w pojedynczym zdarzeniu; np. kwant energii, kwant momentu pędu, kwant strumienia magnetycznego, kwant czasu.
W mechanice klasycznej wielkości fizyczne mogą przyjmować, a tym samym i zmieniać się o dowolną wartość. W mikroukładach (np. elektron w atomie) niektóre wielkości opisujące elektron mogą przyjmować tylko określone wartości, a więc mogą one zmieniać się tylko o określone wielkości. Tak określone porcje nazywane są kwantami. Zachowanie mikroukładów opisuje dział fizyki – mechanika kwantowa.

## Etymologia i historia użycia terminu
Słowo kwant pochodzi z łaciny. Quantum jest rodzaju nijakiego, a oznacza jak dużo. Forma w liczbie mnogiej to quanta. Na przełomie XIX i XX wieku słowo quantum było używane w języku niemieckim w fizyce dla określenia elektronu. Max Planck używał słowa quanta w znaczeniu kwantów materii i elektryczności, gazu i ciepła (artykuły z lat 1883 i 1901).
Używał ich również w roku 1902 Philipp Lenard (negative Elektrizitätsquanten), który w swoim wykładzie noblowskim w roku 1906 pierwszeństwo użycia słowa przypisał Helmholtzowi (cytowane w wykładzie prace z lat 1881 i 1892). Helmholtz używał w latach 1881–1883 słowa quantum, pisząc o cieple jako o niezniszczalnym quantum pewnej substancji i quantum ożywczej (żywej) siły (energii), natomiast quanta w roku 1892 odnosiły się do ładunków elektrycznych. Helmholtz był fizykiem i lekarzem, a więc słowo quantum znał jako termin medyczny. Jednak używając go w swoich artykułach nie twierdził, że użycie quantum w fizyce jest jego własnym pomysłem. Wystąpienia Helmholtza w latach osiemdziesiątych XIX w. dotyczyły ustalenia pierwszeństwa do odkryć, dokonanych przez lekarza i podróżnika Roberta J. Mayera. W liście z 24.7.1841 Mayer pisał o quantum siły ruchu (obecnie powiedzielibyśmy energii kinetycznej), które to quantum miało odpowiadać quantum energii cieplnej. Wcześniej słowo quantum było używane przez lekarzy i aptekarzy w zwrocie quantum sufficit (dosł. "tyle, ile wystarcza"), w skrócie q.s. lub Q.S. Litery q.s. na receptach oznaczały, że składnika należało dodać tylko tyle, ile trzeba do zrobienia pigułki i osiągnięcia pożądanego skutku medycznego. Podobne znaczenie ma quantum satis (dosł. "tyle, ile jest dość"), również skracane do Q.S.
Obecnie nie wiadomo, czy quantum lub skrót q.s. pojawiały się wcześniej nie tylko na receptach, ale również w pracach naukowych z dziedziny medycyny lub analityki chemicznej. Słowo quantum w znaczeniu zbliżonym do obecnego określenia pojęcia fizycznego kwantu trafiło do wielu języków dzięki pracy Einsteina z roku 1905 na temat zjawiska fotoelektrycznego. W artykule tym, nawiązując do prac Maxa Plancka i Philippa Lenarda, Albert Einstein wprowadził pojęcie kwantów światła (po niemiecku w liczbie mnogiej Lichtquanten).